# Ioan Nepomuk
Sfântul Ioan Nepomuc (cehă: Jan Nepomucký, germ.: Johannes von Nepomuk, latină: Ioannes Nepomucenus) (n. 1340, Nepomuk⁠(d), Plzeň, Cehia – d. 20 martie 1393, Praga, Regatul Boemiei) a fost un preot și martir creștin din Praga, născut „Johannes Welflin” în „Pomuk”, localitate din Boemia de vest.

## Viața
Ioan Nepomuk a fost vicar în Praga din 1389, în timpul arhiepiscopului Johann von Jenstein. În această postură el se opune regelui Venceslau al IV-lea al Boemiei (1361-1419), neacceptând abatele numit de rege. A fost amestecat în intrigi bisericești contra regelui, ceea ce a dus la schingiuirea lui și apoi la aruncarea lui în râul Vltava (Moldau), unde s-a înecat.
Mormântul său, care este o capodoperă din punct de vedere cultural și artistic și care conține 16,5 tone de argint, a fost realizat de Joseph Emanuel Fischer von Erlach, se găsește în Catedrala din Praga.

## Legende și reprezentări

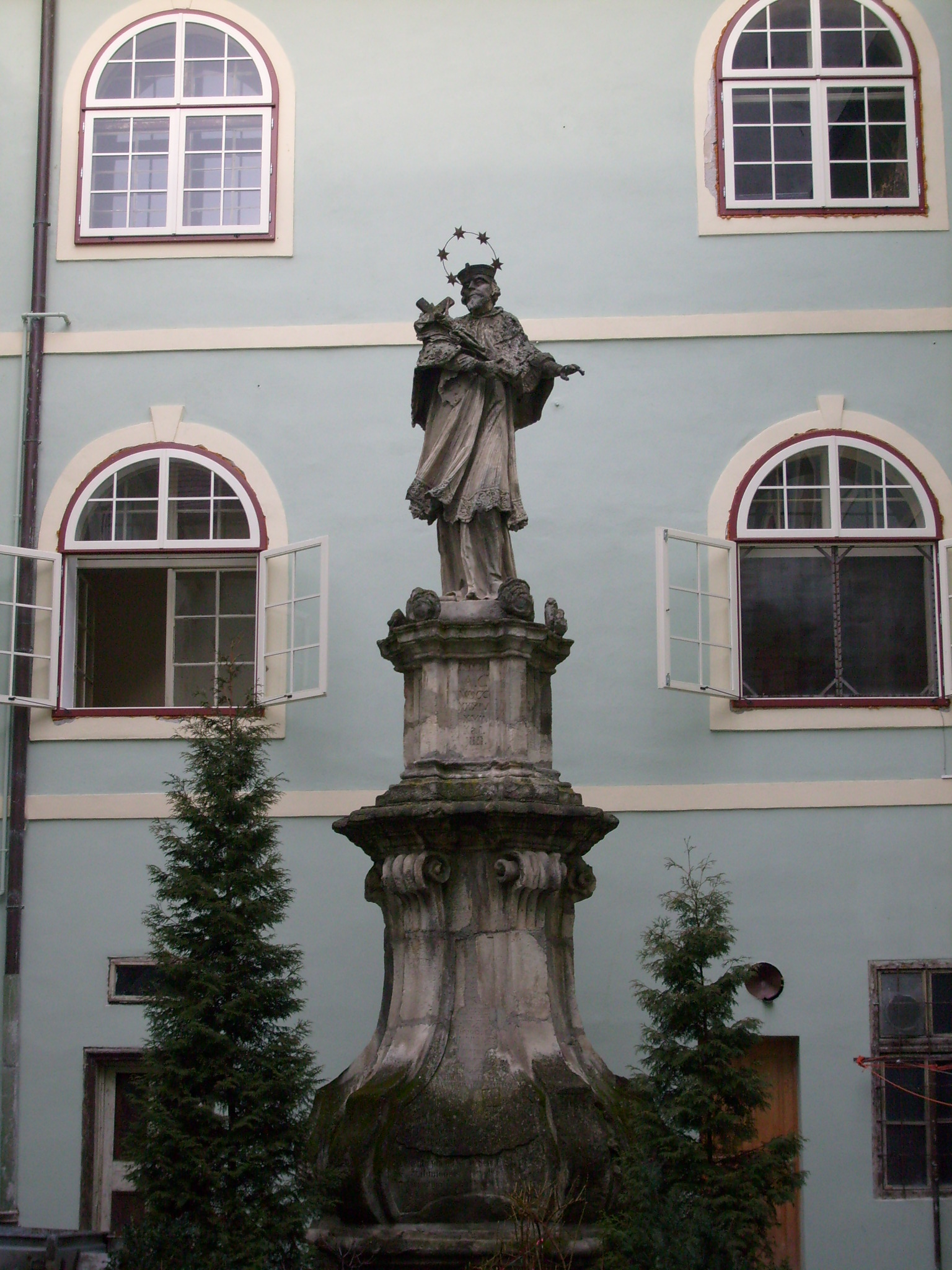
Statuia lui Ioan Nepomuk din Sibiu, amplasată în curtea interioară a Bisericii Catolice din Piața Mare

Legenda spune că Ioan Nepomuk a fost schingiuit și omorât, fiind aruncat în Vltava de pe „Podul Carol”, deoarece a respectat secretul sacramental al spovedei și nu a vrut să-i divulge regelui Wenzel păcatele mărturisite lui de soția regelui.
În anul 1721 a fost canonizat de papa Benedict al XIII-lea (1724-1730).
Ioan Nepomuk este sfântul patron al:
- Boemiei;
- preoților, corăbierilor, plutașilor și morarilor;
- podurilor;
- al celor care păstrează o taină.

Cea mai importantă statuie a lui se află lângă „Podul Carol” din Praga.
Alte locuri în România unde se află statui ale „Sfântului Ioan Nepomuk” sunt:
- Arad, Oradea, Suceava, Timișoara, Sibiu (în curtea Bisericii romano-catolice din Piața Mare), Beiuș etc.
- O statuie la marginea drumului, în apropiere de biserica catolică, care atesta originea coloniștilor germani din Boemia, a fost distrusă prin construirea șoselei prin Băița, Bihor în timpul deschiderii lucrărilor la minele de uraniu prin anii 1960.

O statuie a Sfântului Ioan Nepomuk se găsește și în curtea bisericii romano-catolice din municipiul Reșița, jud. Caraș-Severin.
Altă statuie se află la Hunedoara, așezată în partea dreaptă a podului de acces în castelul Huniazilor.
O statuie a Sfântului Ioan Nepomuk se află în Biserica din Salina Praid (jud. Harghita). 

## Imagini

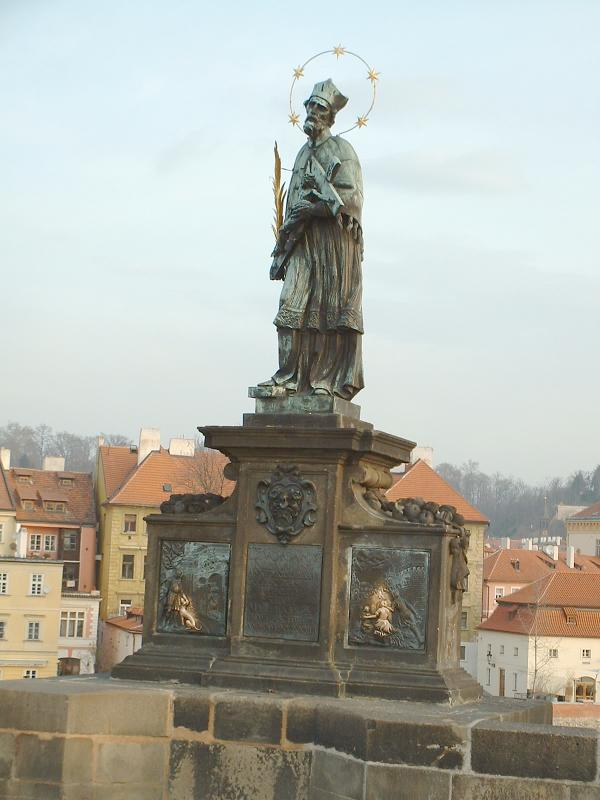
Statuia Sfântului Ioan Nepomuk
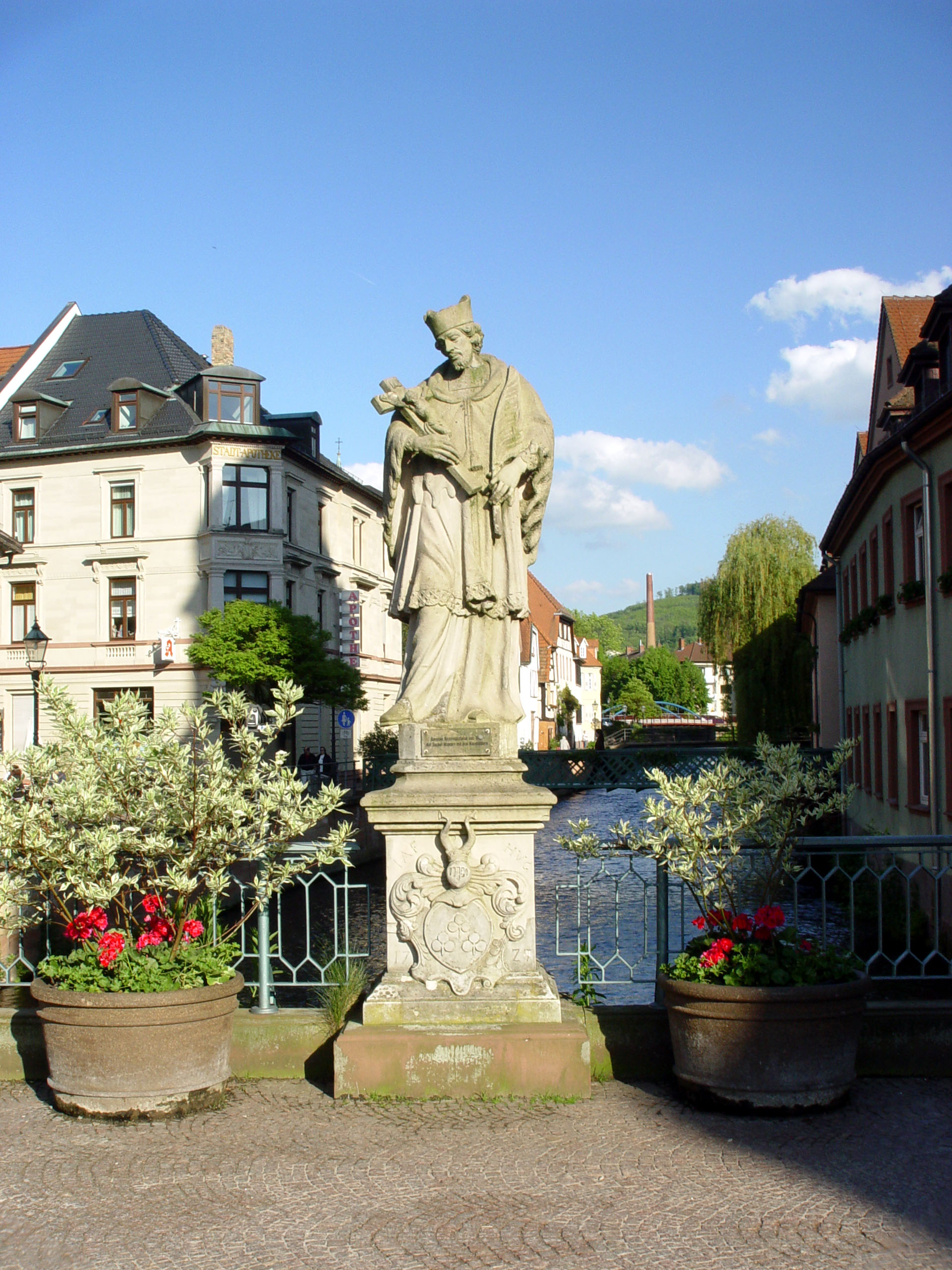
Fotografie de Martin Dürrschnabel cu Podul Sfântului Nepomuk din Ettlingen.
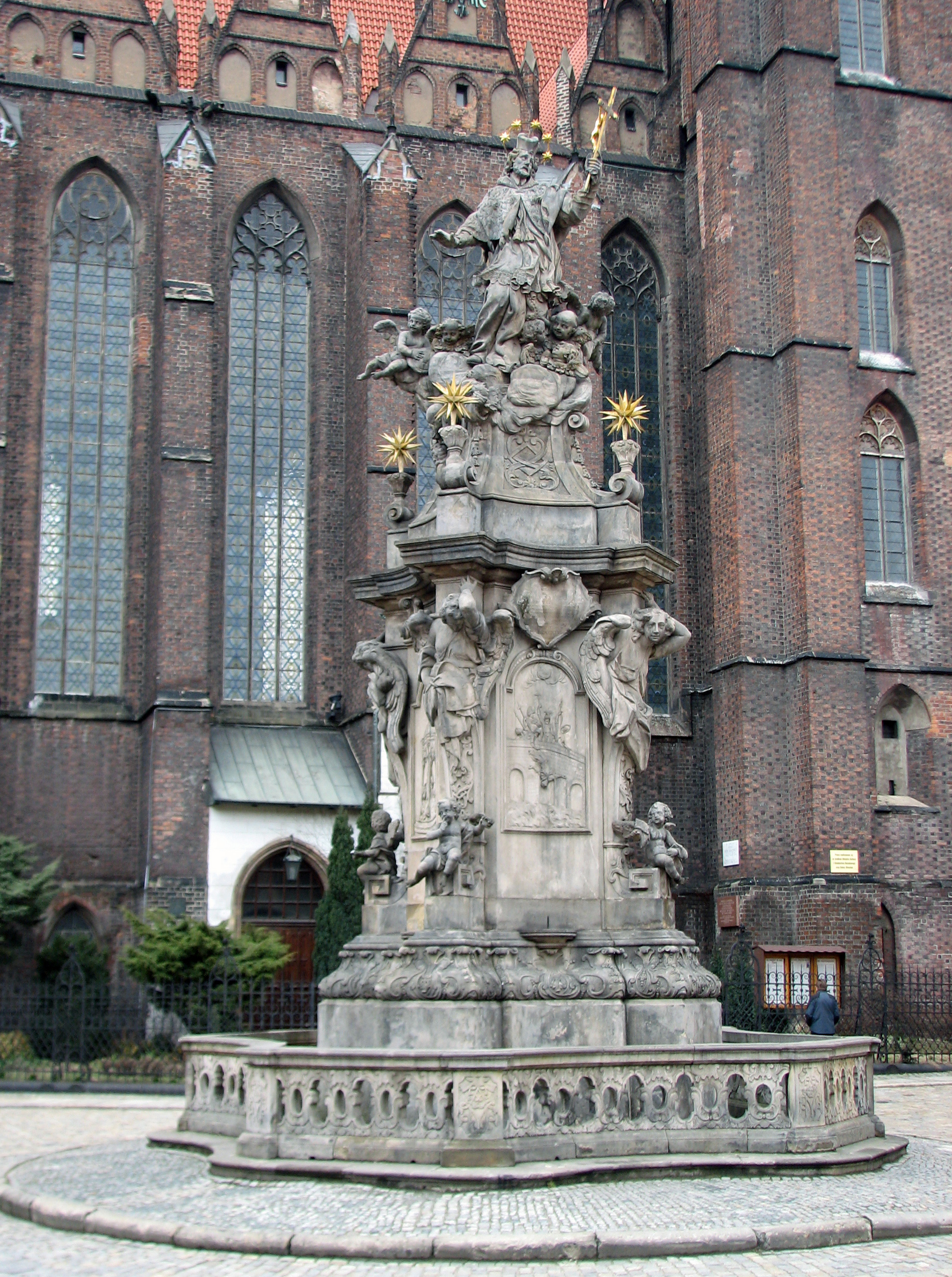
Monumentul Sfântului Ioan Nepomuk pe fundalul bisericii "Sfânta Cruce și Sfântul Bartolomeu" din cartierul Ostrów Tumski a Wroclaw-ului.
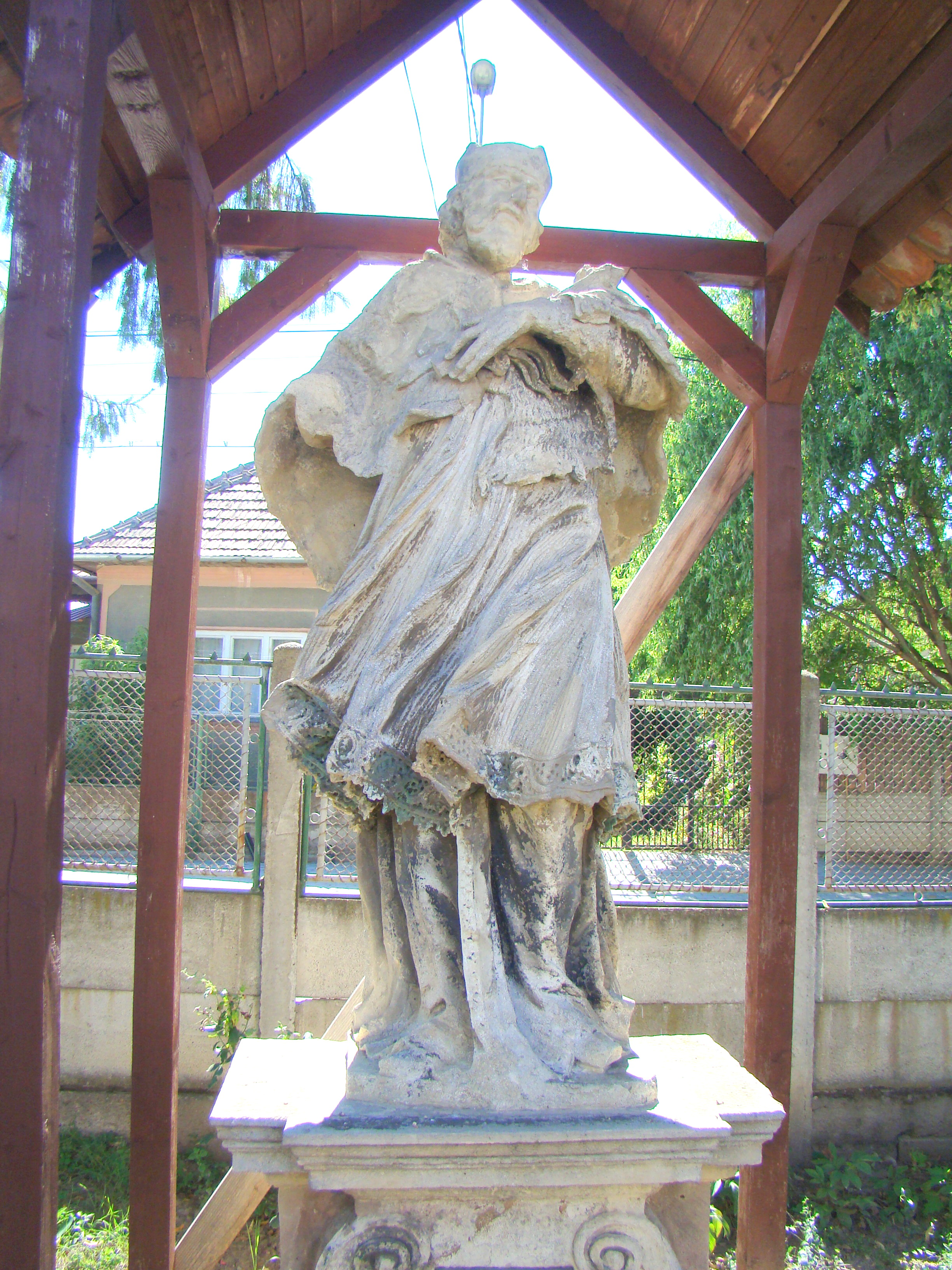
Statuia Sfântului Ioan Nepomuk aflată în curtea bisericii romano-catolice din Bărăbanț (jud. Alba)
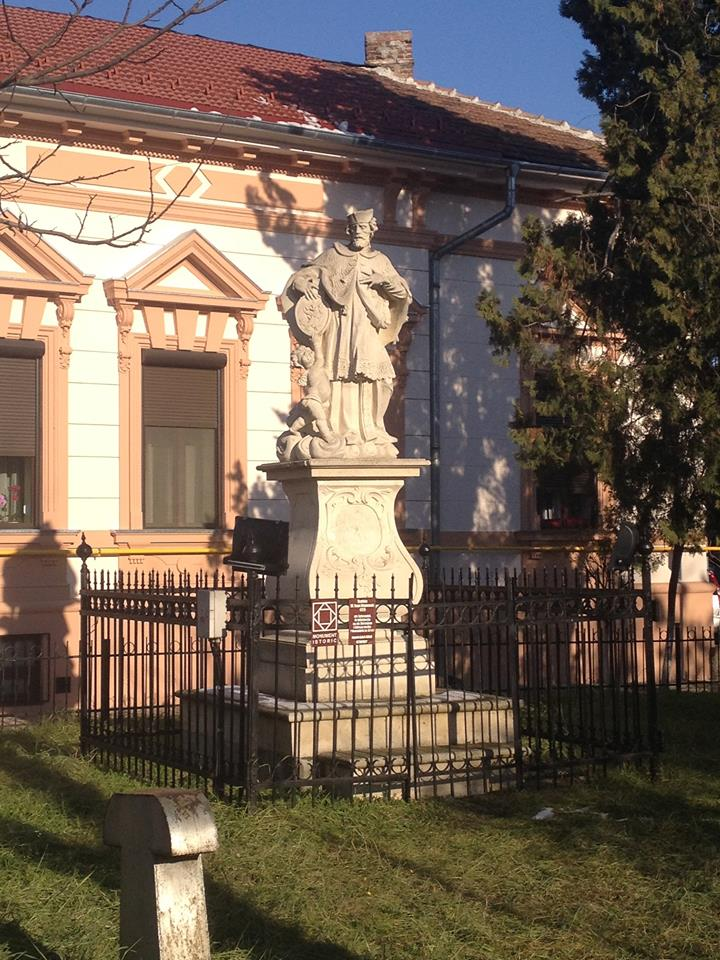
Statuia lui Ioan Nepomuk din Arad
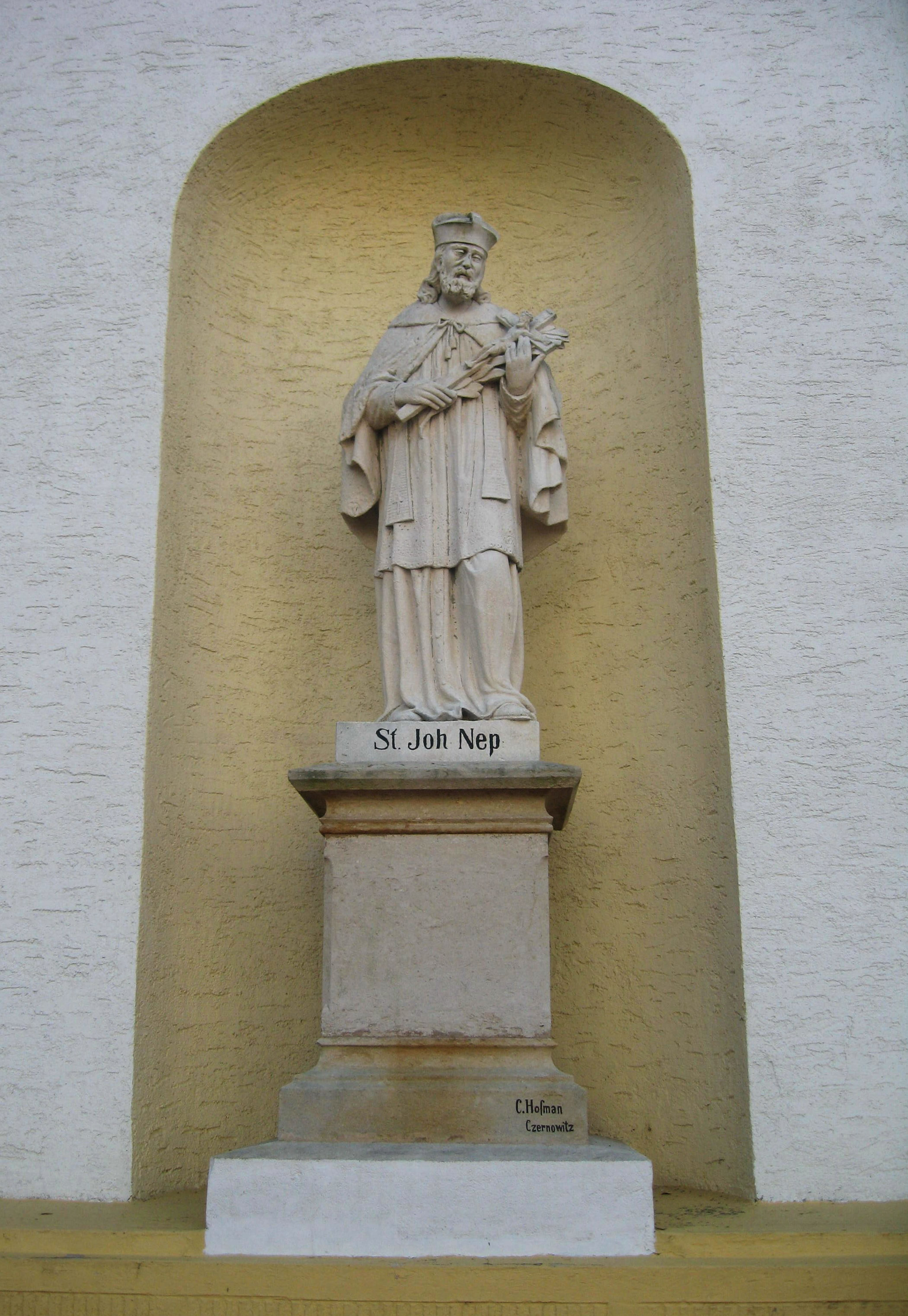
Statuia Sfântului Ioan Nepomuk aflată într-o nișă a Bisericii "Sf. Ioan Nepomuk" din Suceava
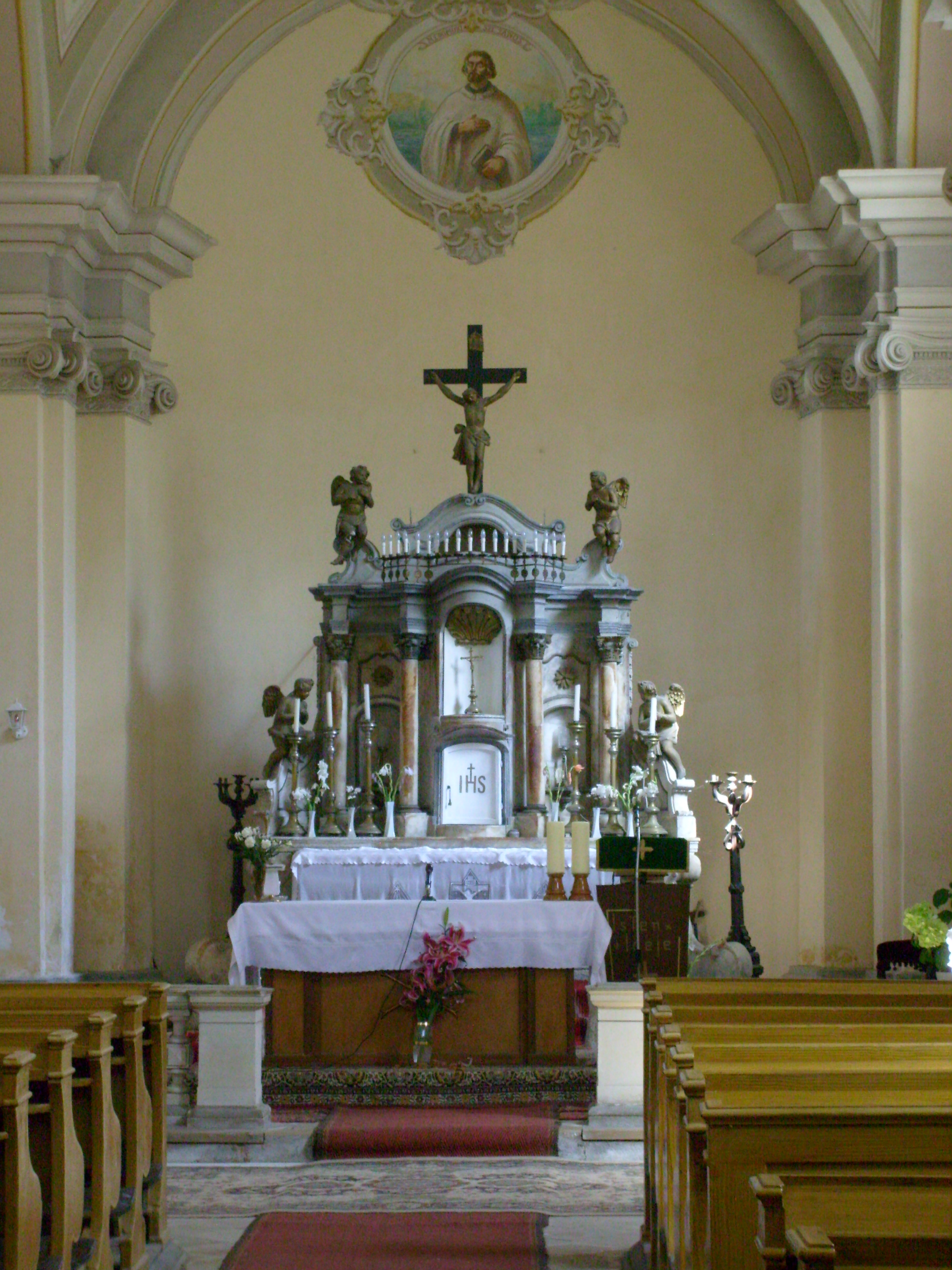
Altarul Bisericii "Sf. Ioan Nepomuk" din Zlatna (jud. Alba), cu medalionul patronului
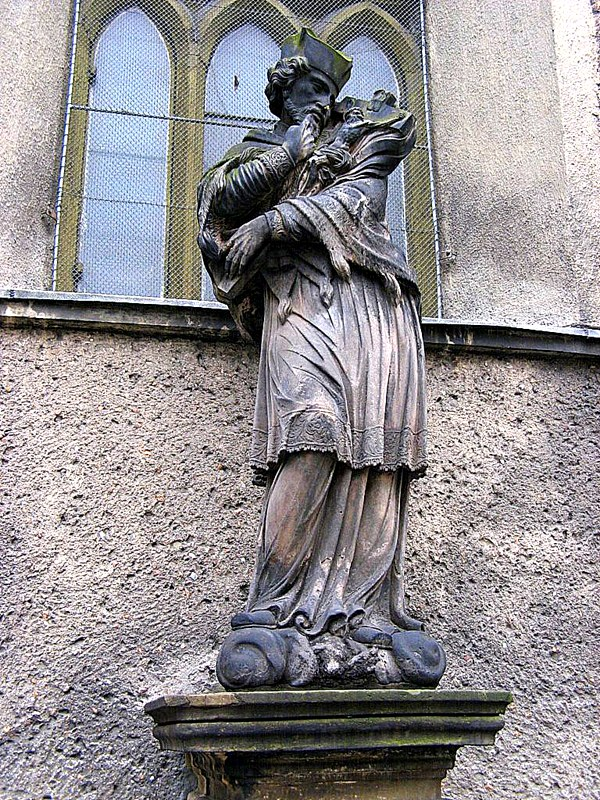
Altă statuie la Kamienna Góra (Polonia)